# Етнографски музей на Леринския културен клуб
Етнографският музей (на гръцки: Λαογραφικό Μουσείο της Λέσχης Πολιτισμού Φλώρινας) е музей на Леринския културен клуб (Λέσχη Πολιτισμού Φλώρινας) в град Лерин (Флорина), Гърция.

## Местоположение
Разположен е на главната улица „Мегас Александрос“, на кръстовището с „Йоанис Каравитис“.

## История
Леринският културен клуб е основан в 1980 година, първоначално като филмов клуб. По-късно започва да се занимава и с други дейности, сред които основаването на Етнографския музей в бившия хотел „Диетнес“, сграда в еклектичен стил в градския център. Музеят има за цел да запази културното наследство и да информира младите поколения.
Експонатите са от цялата областна единица Лерин. Музеят има една от най-добрите колекции в Гърция по темата традиционно пчеларство и тя е включена в образователната програма „Мелина“. Изложени са стари дървени и глинени кошери, аксесоари за събиране на мед и пчелно млечице, както и фотографии, илюстриращи пчеларското изкуство. Посетителите могат да видят и народни носии от Леринско, станове, инвентар за тъкане, селскостопански инструменти за оран, жътва, вършитба, кухненски принадлежности и колекция медицински растения и ароматни треви.

## Сграда
В 1987 година сградата на музея, преди това хотел „Диетнес“ (Интернационал), е обявена за паметник на културата, като представителен пример за еклектичната архитектура на града през 20-те години на XX век.
Лерин в междувоенния период се развива като курортен център и в града на мястото на османските ханове се появяват редица хотели: „Македония“ (1923), „Етникон“ (1924), „Акрополис“ (1924), „Омония“ (1925;), „Егли“ (1928), „Валкания“ (1931). „Диетнес“ (тоест Интернационал) е построен е от братя Георги, Иван и Илия Симови (Симу) от Арменско. Георги Симов (Георгиос Симу) е бил кмет на Лерин, а проектът е финансиран главно от Иван, емигрант в САЩ. Проектът е на строителния инженер Аристотелис Мелетиу, завършил в Гент и Париж (1890 - 1893). Според Димитрис Мекасис на мястото на хотела е имало турски хан с подковачница в двора. На приземния етаж на хотела има магазини, а на горния етаж са хотелските стаи. В същото пространство работят винарска изба и казино.
На 16 октомври 1925 година в сградата на кафене „Диетнес“ избухва бомба, като има убити и ранени, а атентаторите не са заловени. Пресата в Гърция обвинява ВМРО, раздухва случая и властите го използват за терор над местното българско население в така наречената Леринска афера.
Хотелът затваря окончателно през 1990 година.
Представлява двуетажна сграда с керемиден покрив, с три видими фасади. Приземният етаж се е използвал за магазини, а хотелът е бил разположен на горния етаж. Морфологичната организация на фасадите се характеризира с разделяне с фалшиви пиластри, като на равни интервали има балконски врати. Отворите на магазините на долния етаж са оформени съответно. В центъра има входна врата с богато украсен метален балкон, подчертаващ оста на симетрия на фасадата. Входната ос е подчертана с отвор както на приземния, така и на първия етаж и на таванското помещение, което има триъгълен фронтон и е създаден покрит балкон, затворен с балюстради.

## Галерия
- Колекция билки и ароматни треви
- Селскостопански сечива за оран, жътва и други дейности
- Уреди, свързани с пчеларство